# عمر علم
عمر علم (7 مارس 1985 في الهند - ) هو لاعب كريكت هندي.

## وصلات خارجية
- عمر علم على موقع إي آس بي آن كريك إنفو (الإنجليزية)